# Aleix V Comnè
Aleix V Comnè fou emperador nominal de Trebisonda. Antigament es va pensar que devia ser fill de Joan IV Comnè perquè el seu oncle David, el va afillar i quan va succeir el seu germà en el tron el 1460, el va nomenar coemperador amb el consentiment dels archontes Kabasitanoi, encara que només tenia quatre anys. L'historiador Kuršanskis va aclarir, després de les seves investigacions, que Aleix era en realitat fill del germà gran de Joan IV i de David, Alexandre, que va viure en l'exili després de l'assassinat del pare.
Aleix V va morir dos anys després de la caiguda de l'imperi en mans de Mehmed II. Després de la rendició de la capital al voltant del 15 d'agost del 1461, Aleix va marxar a viure amb el seu pare adoptiu i els fills d'aquest a Adrianòpolis. El 1463 van acusar Joan IV de conspirar per recuperar el tron, sembla que sense ser cert, i van ser empresonats el 26 de març. L'1 de novembre d'aquell any van ser decapitats.